# بیس‌هانتر
جوناس اریک آلتبرگ(به سوئدی: Jonas Erik Altberg) (متولد ۲۲ دسامبر ۱۹۸۴)، که با نام بِیس‌هانتر شناخته می‌شود، تهیه‌کننده و خواننده موسیقی سوئدی است.
او از دوستان و همکاران آرش لباف خواننده محبوب ایرانی است.همچنین یکی از ریمیکس های رسمی وی برای آرش در آهنگ Sex Love Rock N Roll بوده است.
وی به نشانگان ژیل دولاتوره مبتلاست.

## دیسکوگرافی

### آلبوم‌های استودیویی
- باس‌ماشین
- ۲۰۰۶: LOL <(^^,)>
- ۲۰۰۸: اکنون تو رفته‌ای
- ۲۰۰۹: بیس جنریشن
- ۲۰۱۳: زمان فراخوانی

### آلبوم‌های گردآوری‌شده
- ۲۰۰۲: گند قدیمی
- ۲۰۱۲: The Early Bedroom Sessions

### تک‌آهنگ‌ها
- ۲۰۰۶: "Welcome to Rainbow"
- ۲۰۰۶: "بوتن آنا"
- ۲۰۰۶: ما توی ونتریلو نشستیم و داریم دوتا بازی می‌کنیم
- ۲۰۰۶: "جینگل بلز"
- ۲۰۰۶: "Vifta med händerna"
- 2007: "اکنون تو رفته‌ای"
- ۲۰۰۸: "لطفا نرو"
- ۲۰۰۸: "هر چیزی تاحالا خواسته‌ام"
- ۲۰۰۸: "فرشته در شب"
- ۲۰۰۸: "Russia Privjet (Hardlanger Remix)"
- ۲۰۰۸: "دلم برات تنگ شده"
- ۲۰۰۹: "راه رفتن بر روی آب"
- ۲۰۰۹: "Al final"
- ۲۰۰۹: "هر صبح"
- ۲۰۰۹: "من خودم قول دادم"
- 2010: "شنبه"
- 2011: "Fest i hela huset"
- 2012: "Northern Light"
- 2012: "Dream on the Dancefloor"
- ۲۰۱۳: "Crash & Burn"
- ۲۰۱۳: "Calling Time"
- ۲۰۱۳: "Elinor"
- 2018: "Masterpiece"
- 2019: "Home"
- 2020: "Angels Ain't Listening"
- 2021: "Life Speaks to Me"
- 2022: "End the Lies"
- 2023: "Ingen kan slå (Boten Anna)"